# Баранкі (Білостоцький повіт)
Баранкі (пол. Baranki) — село в Польщі, у гміні Юхновець-Косьцельний Білостоцького повіту Підляського воєводства.
Населення — 105 осіб (2011).
У 1975-1998 роках село належало до Білостоцького воєводства.

## Демографія
Демографічна структура станом на 31 березня 2011 року:
|          | Загалом | Допрацездатний вік | Працездатний вік | Постпрацездатний вік |
| -------- | ------- | ------------------ | ---------------- | -------------------- |
| Чоловіки | 54      | 4                  | 40               | 10                   |
| Жінки    | 51      | 7                  | 18               | 26                   |
| Разом    | 105     | 11                 | 58               | 36                   |